# Sherman Oaks
Sherman Oaks är en välbärgad stadsdel i Los Angeles och ligger i San Fernandodalen, utmed Santa Monica Mountains sluttningar ned mot denna dal. Sherman Oaks gränsar bland annat till Studio City, Van Nuys, Bel Air och staden Beverly Hills. 
Samhället uppstod under 1920-talet när markägaren Moses Hazeltine Sherman började sälja av mark för bostäder.
I området ligger bland annat Sunkist Growers som har stora fruktodlingar här. I Sverige förknippas företaget med den juicedryck, Sunkist, som företaget producerar. Den största gatan heter Ventura Boulevard och kantas av två stora gallerior samt en mängd mindre affärer.
Flera kända personer har haft orten som sitt hem, bland andra Shia LaBeouf, Stan Laurel, Oliver Hardy, Bret Easton Ellis, Jennifer Aniston samt Mary-Kate Olsen och Ashley Olsen.